# Кусов, Василий Григорьевич
Васи́лий Григо́рьевич Кусов (1 (12) января 1729, посад у Троице-Сергиева монастыря, Российская империя — 18 (29) сентября 1788, Санкт-Петербург, Российская империя) — российский предприниматель XVIII века, купец первой гильдии (1776), основатель династии Кусовых.
Отец и дядя — торговцы игрушками. С 1766 года поселился в Петербурге, купил дом у Тучкова моста, и завёл обширную заграничную торговлю; вступив в непосредственные сношения со многими портами Германии, Франции и Англии, даже Испании, он отправлял за границу поташ, пеньку, лен, сало, лес, полосовое железо, конопляное масло, юфть, парусное полотно, клей, сальные свечи, и ввозил колониальные товары (олово, свинец, квасцы, жесть, виноградные вина, сахарный песок, крап, сандал, кофе, перец, гвоздику, чернослив и другие товары). Стал основателем компании, более 100 лет занимавшей одно из виднейших мест в петербургском купечестве. Заведовал в таможне сбором пошлины.
Умер 18 (29) сентября 1788 года. Похоронен вместе с женой Неонилой Яковлевной (ум. 29.01.1791) и сыном Иваном Васильевичем (ум. 18.08.1819) в некрополе XVIII века Александро-Невской Лавры; в 1822 году был сооружён памятник (скульптор — Ф. П. Толстой, архитектор неизвестен): бронзовый саркофаг-гроб с 4-конечным крестом, с книгой в основании, стоящий на проножках на высоком постаменте из крупнозернистого порфировидного розового гранита с декоративным обрамлением из бронзы; в проекте памятника использована форма т. н. «римского саркофага» Л. Бернини.
Правнук Алексей Иванович (1779—1848), коммерции советник, 8 июля 1832 года жалован дипломом на потомственное дворянское достоинство и гербом, внесённым в Сборник дипломных гербов Российского Дворянства, не внесённых в Общий Гербовник. Один из его сыновей, Алексей Алексеевич, — 1-й барон Кусов, его герб внесён в Часть 12 Общего гербовника дворянских родов Всероссийской империи, стр. 37.